# デパ地下

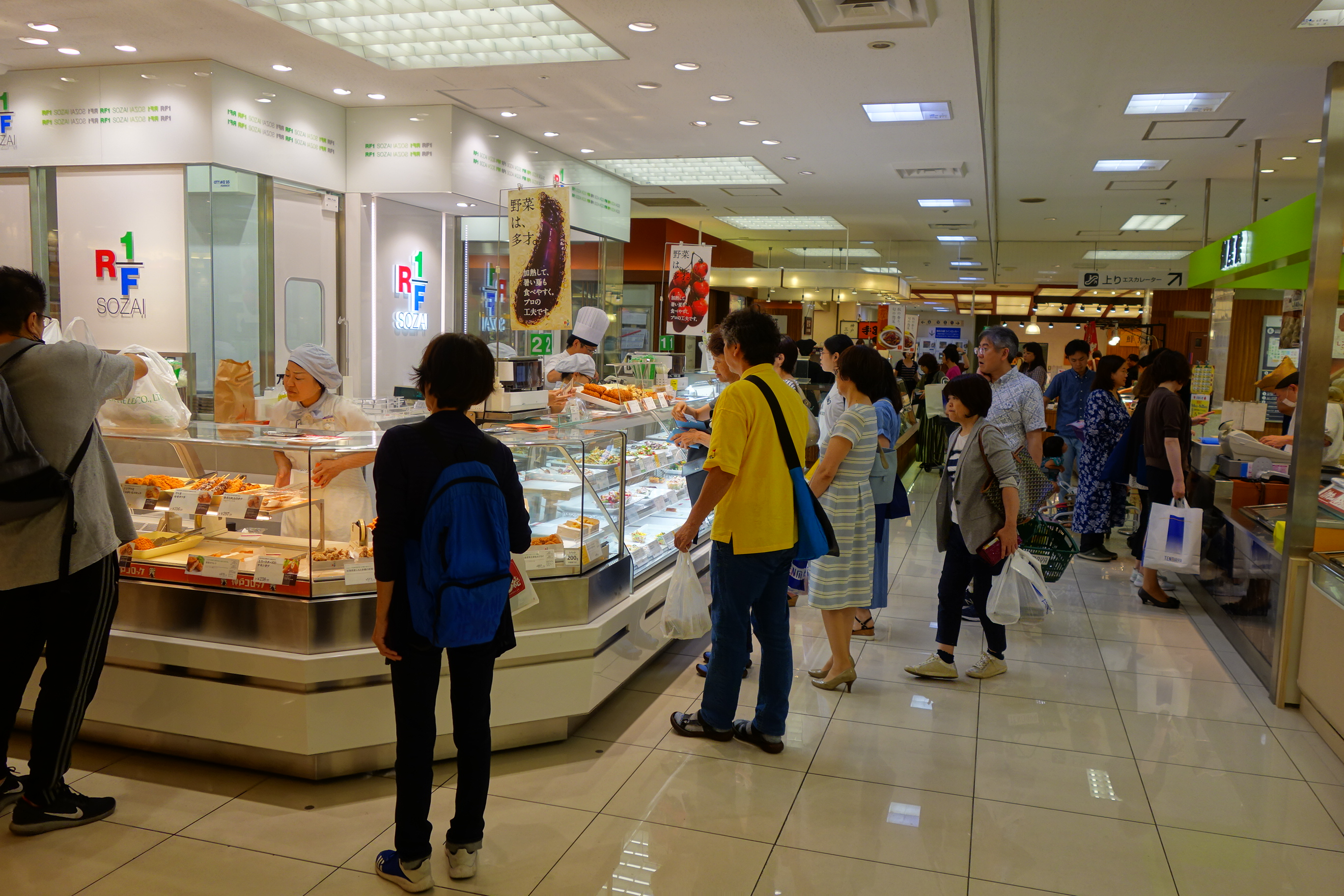
夕方時に込み合う総菜テナント（天満屋福山店）

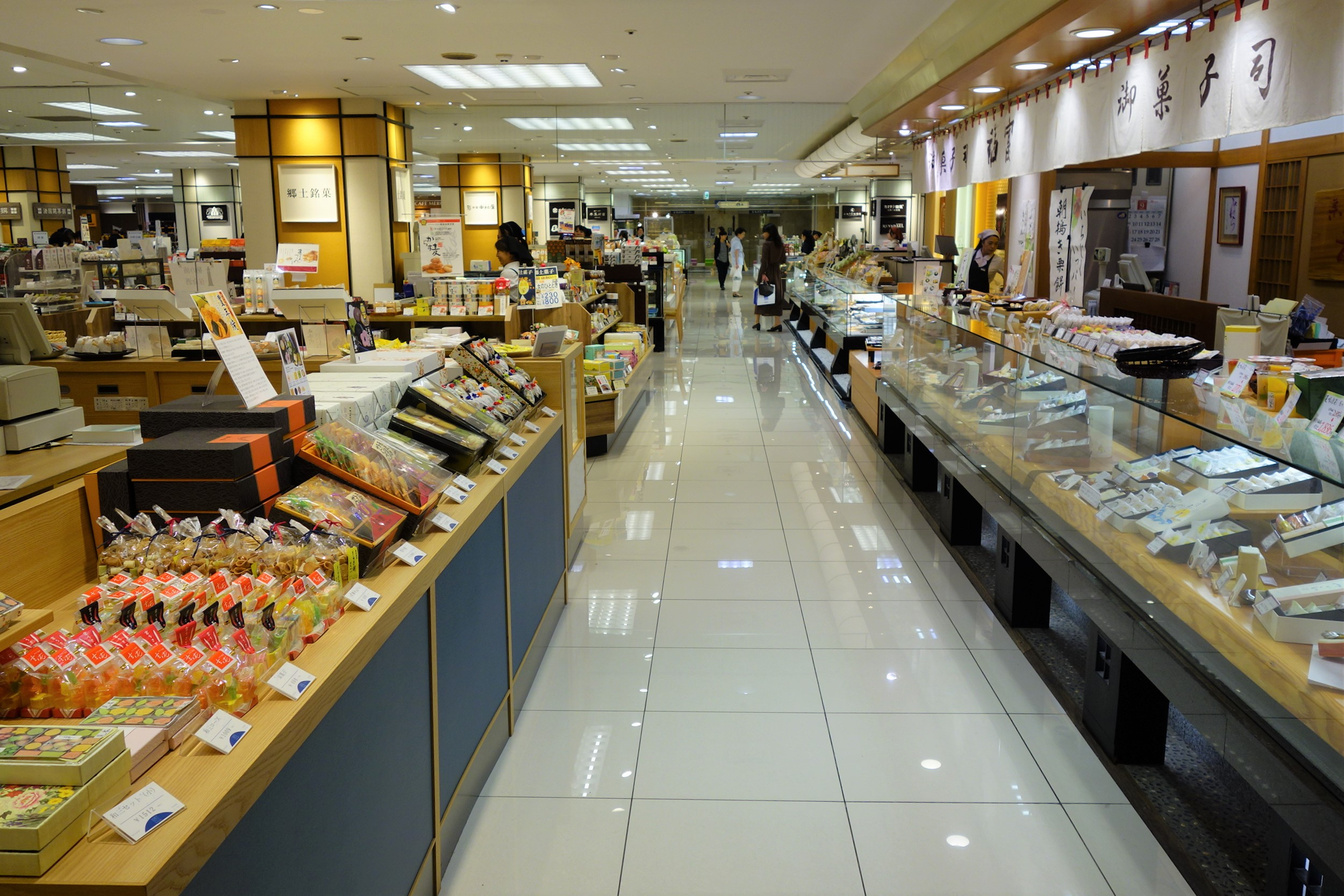
テナントの菓子店（天満屋福山店）

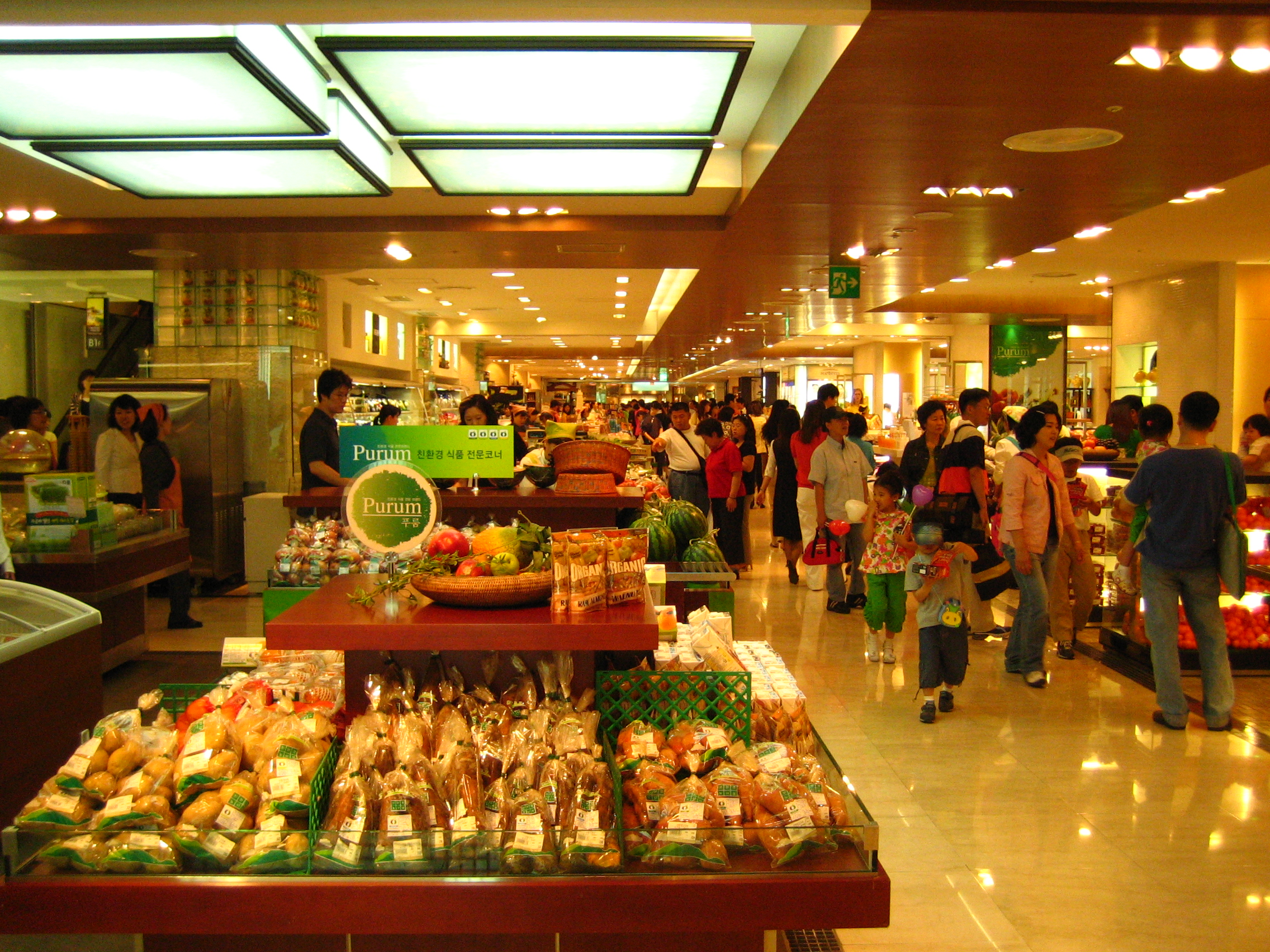
韓国・ロッテ百貨店のデパ地下

デパ地下（デパちか）とは、日本の百貨店（デパート）の食料品売り場を指す通称（俗称）である。たいてい地下階に所在するが、当然のことながら、営業戦略や建物の都合などから、必ずしも地下に所在するとは限らない。

## 概要
主に売られている食品は、惣菜、弁当、スイーツ、酒などである。スイーツや惣菜は、有名店のテナントが出店することもある。また、イベントとして物産展が開催されたり、駅弁などが販売されたりもする。そのほか、喫茶や軽食などを提供するイートインスペースが設けられているデパ地下もある。
来店客への対面販売以外に通信販売や配達に対応するデパ地下テナントもあり、新型コロナウイルス感染症の流行を受けた外出自粛により2020年代初頭において拡大している。
大丸松坂屋の「ごちそうパラダイス」「ほっぺタウン」、そごう・西武の「エブリデイ」（そごう）・「西武食品館」（西武)
のように、食品売場に独自のブランド名を付けている百貨店もある。

### 歴史
日本で初めてデパ地下が導入されたのは1936年であり、場所は松坂屋名古屋店である。その後、デパ地下は各地に広がっていった。松坂屋のような呉服系の老舗に対し、阪急百貨店など電鉄系の新興百貨店は呉服類などの取り扱いが弱いため、食品重視の方針を打ち出し、阪急では食料品売場が地上にあった1934年にアイスクリームなどの製菓工場を設けて食品製造も手掛けるようになった。
デパ地下という名称がテレビや雑誌などのマスメディアによって使われ始めたのは2000年に東急百貨店東横店「東急フードショー」が開業してからである。この頃、阪神百貨店の社長を務めていた三枝輝行は、粗利率が低いので他の百貨店が軽視してきた食料品売場に力を入れ、普段使いできる食品の取り扱いに注力した結果、「日本一のデパ地下」を作ったと言われている。

### 地下にある理由
地下や低層階を食料品売り場にしているデパートが多いのは、メリットとして水回りやガス、電気などの設備が地上階に設置することに比べて低コストなためである。実際に東急百貨店本店は最上階に食料品売り場を設けたことがあるが、売り場面積が限られ商品を運ぶ手間もかかったためその後は地下に移した。もう一つのメリットとして、地下鉄駅と接続して地下街の一部を形成することや、あるいは地下に設置された駐車場と直結することで地下からの入店を狙えることである。そして食品売場に集めた客を、上層階へ誘う狙いがあり、これを「噴水効果」と呼ぶ。
ただし、建物の構造上の事情などから、地下ではない「デパ地下」も存在する。ただしそのような場合でも、1階など低層階に配置されることが多い。
- 1フロアの面積が広くない・食料品の売場面積をより強化する等の理由で、｢デパ地下｣が地下スペースと地上スペースに分散して配置されている。この場合、多くは地下スペースに生鮮食品や惣菜、地上スペースにスイーツ等の店舗を設置する場合が殆どである。（阪神梅田本店、北千住マルイ、東武宇都宮百貨店など）
  - 小田急百貨店新宿店、松坂屋上野店、八木橋百貨店などは、客層が近い化粧品とスイーツの店舗を同じフロアに置き、買い周りを促進している（ただし小田急百貨店新宿店は、旧本館営業終了・ハルクのみの営業に伴う暫定措置）[11]。
  - 柏髙島屋ステーションモールは、百貨店エリアである本館地下2階に酒類、地下1階に生鮮食品と惣菜、1階にスイーツを配置。更に別建物のS館1階にスーパーマーケット（オーケー）、2階にも成城石井などの食料品売り場と多岐にわたっている。
- そもそも建物自体に地下スペースがない、駐車場・駐輪場や機械室など売場以外に当てられている（米子しんまち天満屋、西宮阪急など）
  - 堺タカシマヤは、地下をレストラン街として、1階に生鮮食品と惣菜、2階にスイーツと特殊な配置となっている。
  - 2020年8月まで営業していたそごう西神店は、直下を神戸市営地下鉄西神・山手線が走っているため1階が食料品売り場となっていた。
- 地下スペースをスーパーマーケットに割り当て、惣菜やスイーツの店舗を地上スペースに配置（JU米子タカシマヤ、ヤマトヤシキ加古川店）

## デパ地下単独での出店

### 新規出店の事例
デパ地下の機能（食料品）のみに特化したデパートの出店形態もある。これらはショッピングセンター内の大型テナントの一つとして出店しているケースが殆どであり、実例では以下がある。
- 大丸フードマーケット（大丸、いずれも閉店）：浦和パルコ店、ららぽーと横浜店
- タカシマヤフードメゾン（髙島屋）：おおたかの森店、岡崎店[注釈 2]
  - かつては岡山店、新横浜店もあった。
- 東急フードショー（東急百貨店）：二子玉川ライズ・ショッピングセンター店、武蔵小杉 東急フードショースライス
- 東武宇都宮百貨店：栃木市役所店（栃木市役所新庁舎（旧：福田屋百貨店栃木店）の1階に、食品・ギフトに特化した店舗として出店）
- 西武・そごう〇〇SHOP（〇〇には地名が入る、そごう・西武）：柏SHOP、川口SHOP

### 店舗縮小の事例
電鉄系百貨店を中心に見られる事例である。衣料品販売の苦戦や近隣店舗との競合を理由に百貨店を縮小・撤退する際、購入頻度の高い食料品売場のみを直営で残すというもの。食品以外の売場は青葉台東急スクエア、あまがさきキューズモール、モザイクモール港北などショッピングモールの運営者に返却するか、宝塚阪急のように自社で専門店を誘致する。
- 東急フードショー（東急百貨店）:町田東急ツインズ、日吉東急avenue、青葉台 東急フードショー、東急百貨店東横店
- 阪急阪神百貨店:大井阪急食品館、あまがさき阪神、都筑阪急、宝塚阪急

## 関連作品
- ノンフィクション
  - 『デパートB1物語』 吉田菊次郎 1999年
- 漫画
  - 『デパ地下!』 原作: 東史朗、漫画: 藤みき生 2011年